# Bahnstrecke Triest–Hrpelje-Kozina
| Streckenlänge: | 18,9 km              |                                     |                                     |
| Spurweite: | 1435 mm (Normalspur) |                                     |                                     |
| |                      |                                     |                                     |
| \| \| 0 \| Bahnhof Trieste Campo Marzio \| 4 m \| \| \| \| von Trieste Centrale \| \| \| \| \| Trieste Campo Marzio (Güterbahnhof) \| \| \| \| \| nach Trieste Aquilinia \| \| \| \| \| nach Villa Opicina \| \| \| \| 3,3 \| S. Anna di Trieste \| 120 m \| \| \| \| \| \| \| \| 8,8 \| S. Giuseppe delle Chiusa \| 200 m \| \| \| 9,7 \| S. Antonio-Moccó \| 222 m \| \| \| 14,9 \| S. Elia \| S. Elia \| \| \| \| Italien / Slowenien \| \| \| \| \| von Pula \| \| \| \| 18,9 \| Hrpelje-Kozina \| 491 m \| \| \| \| nach Divača \| \| |                      |                                     |                                     |
| Kopfbahnhof Streckenanfang (Strecke außer Betrieb) | 0                    | Bahnhof Trieste Campo Marzio        | 4 m                                 |
| Abzweig geradeaus und von links (Strecke außer Betrieb) |                      | von Trieste Centrale                | von Trieste Centrale                |
| Betriebs-/Güterbahnhof Strecke bis hier außer Betrieb |                      | Trieste Campo Marzio (Güterbahnhof) | Trieste Campo Marzio (Güterbahnhof) |
| Abzweig geradeaus und nach rechts |                      | nach Trieste Aquilinia              | nach Trieste Aquilinia              |
| Abzweig ehemals geradeaus und nach links |                      | nach Villa Opicina                  | nach Villa Opicina                  |
| Haltepunkt / Haltestelle (Strecke außer Betrieb) | 3,3                  | S. Anna di Trieste                  | 120 m                               |
| Tunnel (Strecke außer Betrieb) |                      |                                     |                                     |
| Haltepunkt / Haltestelle (Strecke außer Betrieb) | 8,8                  | S. Giuseppe delle Chiusa            | 200 m                               |
| Bahnhof (Strecke außer Betrieb) | 9,7                  | S. Antonio-Moccó                    | 222 m                               |
| Bahnhof (Strecke außer Betrieb) | 14,9                 | S. Elia                             | S. Elia                             |
| Grenze (Strecke außer Betrieb) |                      | Italien / Slowenien                 | Italien / Slowenien                 |
| Abzweig ehemals geradeaus und von rechts |                      | von Pula                            | von Pula                            |
| Bahnhof | 18,9                 | Hrpelje-Kozina                      | 491 m                               |
| Strecke |                      | nach Divača                         | nach Divača                         |

Die Bahnstrecke Triest–Hrpelje-Kozina war eine Bahnstrecke auf dem Gebiet des heutigen Slowenien und Italien.

## Geografische Lage
Die Bahnstrecke Triest–Hrpelje-Kozina verlief auf der Halbinsel Istrien, zweigte in Hrpelje-Kozina von der 1876 eröffneten Bahnstrecke Divača–Pula nach Westen ab und führte nach Triest.

## Geschichte

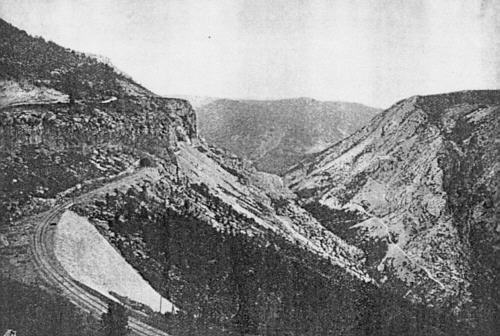
Ehemalige Bahnstrecke im Rosandratal nahe dem Weiler Bottazzo (Botač)

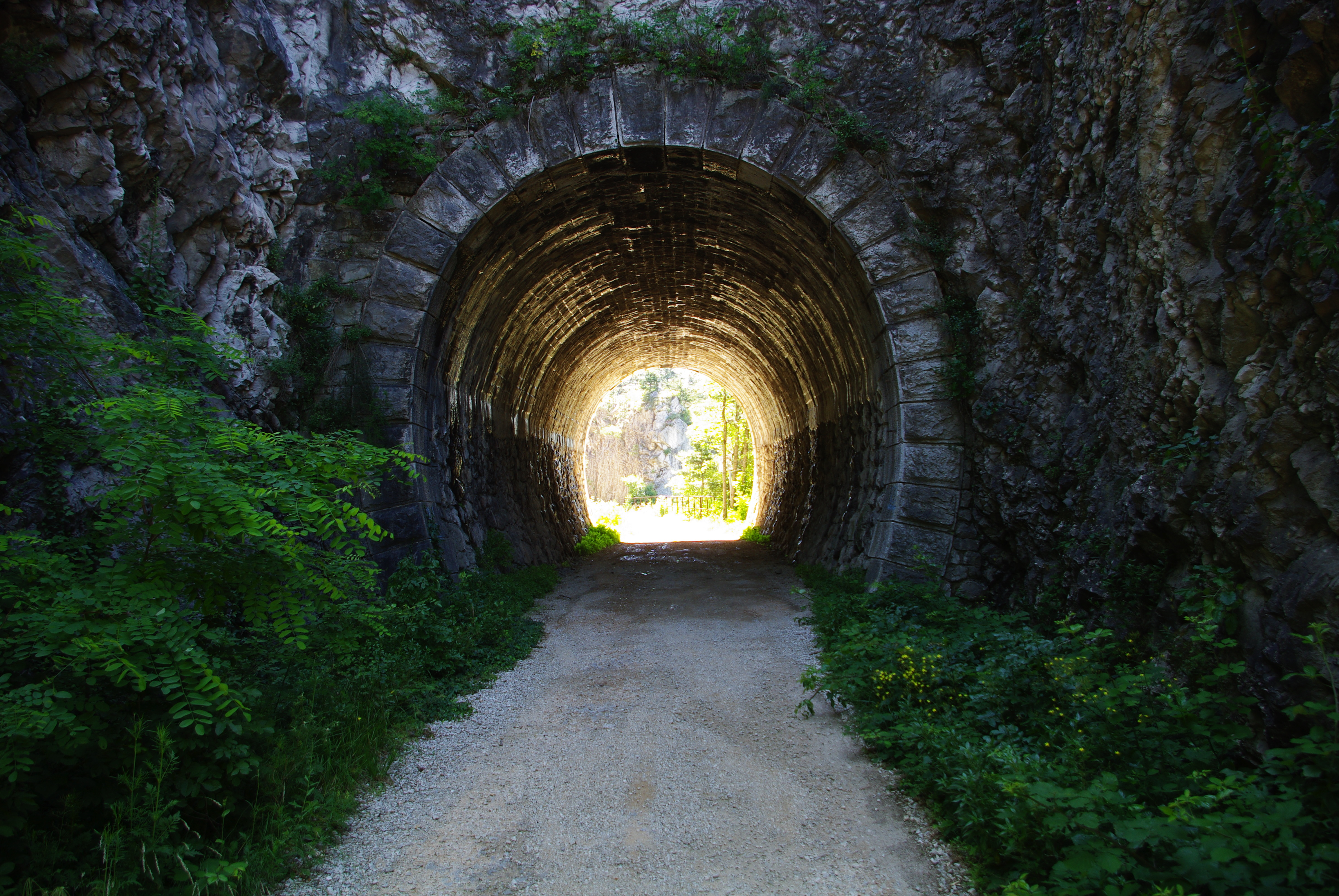
Tunnel der ehemaligen Bahnstrecke, heute als kombinierter Rad-/Wanderweg genutzt

Die Bahnstrecke Triest–Hrpelje-Kozina wurde 1883 für die Istrianer Staatsbahn konzessioniert. Der Bahnbau zielte darauf, abseits der privaten Südbahn-Gesellschaft eine dem Staat gehörende Strecke von Triest nach Wien und Prag herzustellen. Dabei war allerdings der Abschnitt Divača–Ljubljana der Südbahn-Gesellschaft mit zu benutzen. Baubeginn war der 26. November 1885. Am 6. Juli 1887 konnte die Bahnstrecke eröffnet werden. Die Strecke wurde von den K.k. Staatsbahnen als Lokalbahn betrieben.
Nach dem Ersten Weltkrieg und dem Zerfall Österreich-Ungarns gelangte Istrien – und damit die Bahnstrecke – an das Königreich Italien. Den Bahnverkehr betrieb hier nun die Ferrovie dello Stato Italiane (FS). Nach dem Ende des Zweiten Weltkriegs erhielt Jugoslawien die Halbinsel Istrien und die Strecke wurde durch die neue Grenze zwischen Jugoslawien und Italien zerschnitten. Deren an Jugoslawien gefallenes östliches Ende gehörte nun zur Jugoslawischen Staatsbahnen (JŽ). Die Strecke verlor durch die neue Grenzziehung jede Verkehrsbedeutung und wurde 1960 stillgelegt. Heute ist ein Großteil der Trasse zum Radweg ausgebaut.

## Technische Parameter
Die Strecke war in Normalspur ausgeführt und eingleisig. Ihre Länge betrug vom Bahnhof Trieste Campo Marzio, dem Staatsbahnhof, nach Hrpelje-Kozina 18,924 km. Hinzu kamen innerhalb der Stadt Triest noch 2,7 km vom Bahnhof Campo Marzio zum Südbahnhof, die sogenannte Riva-Bahn. Die Gleisanlage war so insgesamt 21,6 km lang.

## Weblink
- Elmar Oberegger(Hrsg.): Die erste „Zweite Eisenbahnverbindung mit Triest“. 130 Jahre Eröffnung der Triest-Hrpelje-Bahn. Eine kleine Festschrift